# Gunnar Jacobsson (språkvetare)
Gunnar Fridleif Andreas Jacobsson, född den 22 december 1918 i Lysekil, död den 1 april 2001 i Göteborg,, var en svensk slavist.

## Biografi
Jacobsson  avlade studentexamen i juni 1936 på helklassisk linje vid Högre latinläroverket i Göteborg. Han påbörjade sina akademiska studier i polska och ryska vid Lunds universitet under lärare som Sigurd Agrell och Mihail Handamirov och blev filosofie kandidat där 1939. Han fortsatte sina akademiska studier vid Stockholms högskola parallellt med militärtjänst som assistent vid Försvarsstaben. En period arbetade han som tolk och kontaktman vid Socialstyrelsens utlänningsläger för ryska flyktingar. År 1941 fortsatte han sina studier vid Uppsala universitet och blev filosofie doktor där 1947.
Jacobsson var lektor i ryska vid Göteborgs högskola 1944–1948, och 1948 blev han docent i slaviska språk. Han utnämndes 1951 till preceptor i slaviska språk vid samma lärosäte. Hans tjänst omvandlades 1964 till en professur i slaviska språk vid Göteborgs universitet. Slaviska språk fanns inte som ämne i Göteborg förrän Jacobsson kom dit. Uppbyggnaden av den slaviska institutionen i Göteborg är till stor del Jacobssons verk. Bland andra insatser kan särskilt framhållas de tio disputationer som genomfördes under hans överinseende vid institutionen. 
Jacobssons vetenskapliga insatser kom att främst beröra det språkhistoriska fältet. Hans stora intresse för etymologi och semantik, som avspeglades redan i doktorsavhandlingen, utmynnade i många uppsatser i fackpressen. Dessa berörde inte endast de slaviska språken, utan även andra språk såsom grekiska, latin, sanskrit, albanska, baltiska språk och finska.
Jacobsson var i huvudsak en språkvetare av traditionellt snitt. Han understödde dock också impulser för omorienteringen av svensk språkvetenskap från språkhistoria till att följa tendenser bland språkanvändarna i nutid. Det intresset gjorde att han gav viktiga bidrag till framväxten av ämnet allmän språkvetenskap i Sverige. Han var dessutom en aktiv folkbildare och skrev många tidningsartiklar i ämnen som berörde den slaviska kulturen. I samma ämnen bidrog han också till Nationalencyklopedin. Hans intresse för slavisk litteratur ledde till egna översättningar till svenska.    
Jacobsson hade ett mycket stort internationellt kontaktnät som växte fram genom att han besökte olika slaviskspråkiga länder. Det gav ett mångsidigt utbyte av gästföreläsare, som betydde mycket för den slaviska institutionen i Göteborg, Åren 1963–1980 var han huvudredaktör för tidskriften Scando-Slavica. Till tidskriften gav han själv bidrag i språkvetenskapliga och litterära ämnen. I internationella slavistiska sammanhang deltog han som svensk representant i bland annat International Committee of Slavists och International Association of Teachers of Russian Language and Literature. 
Gunnar Jacobsson var son till bryggarmästare Carl Jacobsson och dennes hustru Ewa Hallbäck samt bror till professor Lennart Jacobsson. Han var sedan 1947 gift med filosofie magister Hillevi Alm. Hans morfars bror docent Eric Gustaf Ehrström var medförfattare till en av de tidigaste svenska läroböckerna i ryska språket.